# لوکا جنتیلی (بازیکن فوتبال، زاده ۱۹۸۶)
لوکا جنتیلی (انگلیسی: Luca Gentili؛ زادهٔ ۲۲ مهٔ ۱۹۸۶) بازیکن فوتبال اهل ایتالیا است.
از باشگاه‌هایی که در آن بازی کرده‌است می‌توان به باشگاه فوتبال آنکونا، باشگاه فوتبال پروجا، و باشگاه فوتبال اینتر میلان اشاره کرد.